# Erwan Bouvier
Pour les articles homonymes, voir Bouvier.
Erwan Bouvier, né le 12 juin 1974 à Rennes (Ille-et-Vilaine), est un joueur français de basket-ball. Il joue au poste de meneur.

## Clubs
- Centre de formation : Le Mans
- 1994-1999 :  Le Mans (Pro A)
- 1999-2000 :  Besançon (Pro A)
- 2000-2002 :  Montpellier (Pro A)
- 2002-2004 :  Besançon (Pro B) puis (Pro A)
- 2004-2005 :  Orléans (Pro B)
- 2005-2006 :  Mulhouse (Pro B)
- Depuis 2006 :  Vitré (Nationale 2)